# XQc
Félix Lengyel, mieux connu sous le pseudonyme « xQc » (Félix Québec), né le 12 novembre 1995 à Laval, au Québec, est un streameur, vidéaste et joueur de jeux vidéo professionnel québécois.
Bien que francophone, xQc produit principalement du contenu en anglais. Révélé sur le jeu vidéo Overwatch, il performe au niveau professionnel de 2016 à 2019, ce dernier est notamment élu meilleur joueur de la Coupe du monde 2017.
Devenu depuis[Quand ?] streamer à plein temps sur Twitch, xQc est la personne la plus regardée sur la plateforme lors de l'année 2020 et 2021.
En juin 2023, il signe un contrat de diffusion en non-exclusivité, avec la plateforme de streaming Kick pour un montant record de 100 millions de dollars sur deux ans.

## Jeunesse
Félix Lengyel est né et a grandi à Laval, au Québec. Ses parents divorcent lorsqu'il a un an, il grandit avec son frère Nicolas en garde partagée. Il est d'origine hongroise. Dès son plus jeune âge, Félix développe une passion pour le skateboard, le snowboard, le trampoline et les jeux vidéo ; il met en ligne certains de ses tours[Quoi ?] sur YouTube.
Après avoir terminé ses études secondaires, Félix poursuit des études en sciences humaines au cégep avant de passer à l'administration. Il finit par abandonner au bout de trois ans et demi, juste avant d'obtenir son diplôme, et commence à diffuser des jeux en streaming sur Twitch. Félix commence à jouer à League of Legends sur Twitch sous le nom de xQcLoL, avant de découvrir le jeu Overwatch et y jouer en compétition,. Il représente la nation canadienne et est élu meilleur joueur de la compétition lors de la Coupe du monde 2017 du jeu.

## Chaîne Twitch
Le 19 mai 2022, Félix Lengyel modifie le nom de sa chaîne pour xQc au lieu de xQcOW.
Le 2 novembre 2022, xQc se classe au 5e rang des chaînes les plus suivies sur Twitch. Il est également la personne la plus regardée au cours de l'année 2020 ainsi que 2021,. Celui-ci est reconnu pour ses diffusions de longue durée. En effet, en date du 2 novembre 2022, xQc aurait diffusé sur sa chaîne un total de 19 110 heures depuis le 16 novembre 2016,,.